# While the City Sleeps (pel·lícula de 1928)

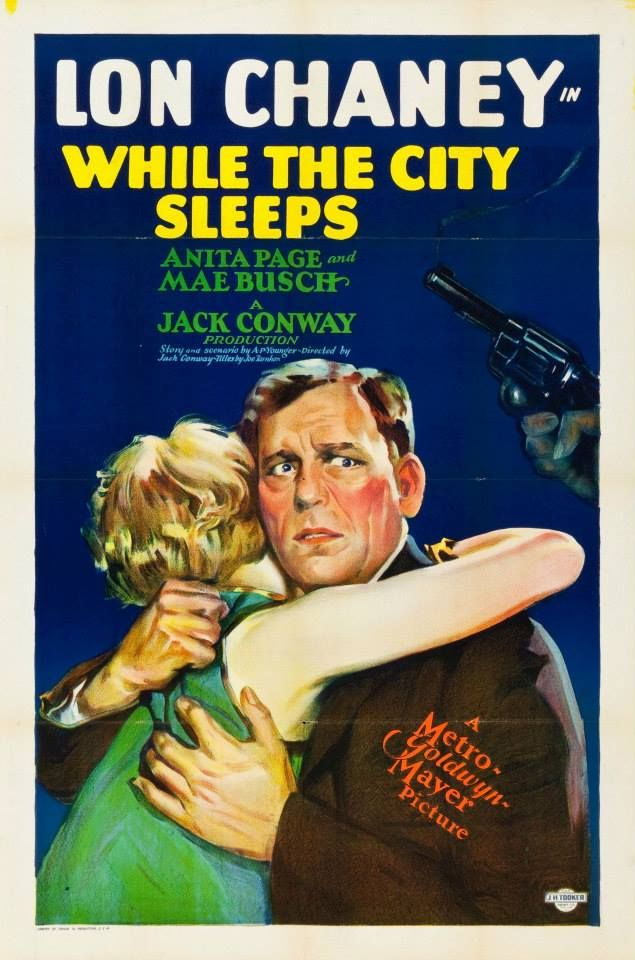
Pòster de la pel·lícula

While the City Sleeps és una pel·lícula muda, tot i que també se’n feu una versió amb efectes sonors sincronitzats per a aquelles sales que ja estaven preparades, dirigida per Jack Conway i protagonitzada per Lon Chaney, Anita Page, Carroll Nye i Polly Moran. Basada en un argument d’A. P. Younger, en ella Chaney (sense maquillar en aquesta pel·lícula) interpreta un policia que s’enamora de la filla d’un vell amic a la que protegeix d’un gàngster assassí. La pel·lícula es va estrenar el 15 de setembre de 1928.

## Argument
La pel·lícula se centra en un grup de detectius, els 'Homes de paisà', que actuen vestits de ciutadans normals per així atrapar criminals sense que se'ls notin. Són especialment odiats pels gàngsters a causa dels interrogatoris constants a que els sotmeten. Entre aquests hi ha Dan Coghlan, un policia de peus plans i caràcter dur, que està insatisfet per la manca d'acció. Està a punt de deixar la seva feina quan un dia li notifiquen l’assassinat d’un joier. En arribar-hi, descobreix "Mile-Away" Skeeter Carlson, un gàngster que mai ha estat arrestat per manca de proves (sempre afirma que es trobava "a una milla de distància" de l'escena del crim). Dan decideix seguir-lo i després de parlar amb la seva xicota Bessie sense obtenir cap informació, impedeix que Skeeter sedueixi la jove Myrtle Sullivan, una flapper innocent que sent excitació en sortir amb lladres. Dan coneix el seu pare per lo que es considera obligat a protegir Myrtle i desaprova que surti amb Marty, un gàngster elegant sense feina.
Skeeter marxa fora de la ciutat durant dos dies i Dan aprofita aquesta oportunitat per intentar manipular Bessie. Després de convèncer-la que Skeeter planeja deixar-la per Myrtle, Bessie admet que Skeeter va assassinar el joier. Sense perdre temps, Dan es proposa destruir a Skeeter i la seva colla i descobreix que un d'ells és Marty. Poc després, el cadàver de Bessie es trobat dins del seu cotxe. Dan està segur que Skeeter n’és el responsable de la seva mort ja que ella anava a testificar contra ell. El cas contra Skeeter és desestimat pel tribunal. Skeeter revela el seu pla per assassinar Marty però Dan escolta aquesta conversa i s'afanya a protegir-lo. L’atrapa enmig d'un robatori a un magatzem de pells i tot i que podria lliurar-lo, Dan ordena la policia que deixin en Marty sol i li proposa que el deixarà escapar si abandona la ciutat. Abans de marxar Marty vol trobar-se amb Myrtle per darrera vegada i li envia una carta però Skeeter la intercepta. Skeeter intenta forçar-la, però és interromput per una batuda policial. Abans que puguin obrir la porta, Skeeter dispara a través d'ella matant un policia i aconsegueix fugir.
En descobrir que Myrtle testificarà contra ell, Skeeter es proposa matar-la. Mentrestant, Dan es declara a Myrtle i li proposa matrimoni. Tot i que en realitat està enamorada de Marty, Myrtle accepta només per agraïment per tot el que Dan ha fet per ella. Després, Dan se'n va a buscar a Skeeter i l'atrapa junt amb els seus homes mentre estan preparant la fugida. Es produeix un tiroteig durant el qual moren diversos policies i gàngsters. Els homes de Skeeter es rendeixen després de ser atacats amb bombes de gas lacrimogen però Skeeter troba la manera d'escapar-se pel terrat. Dan el segueix i després d'un altre tiroteig Skeeter és mort. Mentrestant, Marty torna a la ciutat furiós després d'assabentar-se del compromís entre Dan i Myrtle. Marty es declara a Myrtle però ella decideix mantenir-se lleial a Dan. Dan s'adona que ella realment estima Marty i l’allibera del compromís dient-li a Marty: "Et casaràs amb aquesta noia però si mai la fas infeliç et trencaré el coll!".

## Repartiment
- Lon Chaney (Daniel Aloysius 'Dan' Coghlan)
- Anita Page (Myrtle Sullivan)
- Carroll Nye (Marty)
- Wheeler Oakman ('Mile-Away' Skeeter Carlson)
- Mae Busch (Bessie)
- Polly Moran (Mrs. McGinnis)
- Lydia Yeamans Titus (Mrs. Sullivan)
- William Orlamond (Dwiggins)
- Richard Carle (Wally)
- Eddie Sturgis (xofer de Skeeter)
- Clinton Lyle (gàngster)
- Sydney Bracey (cuiner)
- Joseph W. Girard (capità de policia)
- Fred Kelsey (policia al Shadow Box)
- William H. O'Brien (llogater)
- L.J. O'Connor (policia)
- Angelo Rossito
- Eddie Kane
- Buddy Rae
- Scott Seaton